# ファビオ・ペレイラ・ダ・シウヴァ
ファビオ・ペレイラ・ダ・シウヴァ（Fábio Pereira da Silva、1990年7月9日 - ）はブラジル・リオデジャネイロ州出身の元サッカー選手。現役時代のポジションはディフェンダー。
双子の弟であるラファエウもサッカー選手で、マンチェスター・ユナイテッドFC時代には共にプレーしていた。

## 経歴

### クラブ
フルミネンセのユースチームでプレイしていたが、2005年の夏に香港で開催されたマンチェスター・ユナイテッド・プレミアカップで、マンチェスター・ユナイテッドのスカウトの目に留まり、同じくフルミネンセに所属していた弟のラファエウとともに、2008年1月にマンチェスター・ユナイテッドへ移籍した。
弟・ラファエウが右SBのレギュラーを獲得し活躍するのに対して、左SBには当時世界有数SBであったパトリス・エヴラがレギュラーを獲得していた事や、度重なる怪我のため中々チャンスを掴むことが出来なかった。その為リザーブリーグが主戦場となるものの、サイドハーフやトップ下など様々なポジションで経験を積み、2010-11シーズンからはトップチームでの出場機会が与えられるようになった。シーズン終盤になると怪我で離脱していたラファエウやジョン・オシェイを押しのけて右SBのレギュラーを獲得し、UEFAチャンピオンズリーグ 2010-11 決勝では先発出場するまでに至った。決勝での先発はバルセロナのダビド・ビジャ対策としてオシェイが先発すると思われていただけに、多くのファンを驚かせた。
2014年1月31日、チームメイトのウィルフレッド・ザハと共にカーディフ・シティFCへ移籍。
2023年1月3日、母国ブラジルのグレミオFBPAに移籍することが発表された。
2024年末に怪我を理由に現役引退を発表した。

### 代表
2011年10月11日、メキシコ代表戦にてブラジル代表デビュー。

## タイトル

### クラブ
マンチェスター・ユナイテッド
- プレミアリーグ：2010-11
- FAコミュニティ・シールド：2010

ナント
- クープ・ドゥ・フランス：2021-22

グレミオ
- カンピオナート・ガウショ：2023, 2024